# NGC 871
NGC 871 is een balkspiraalstelsel in het sterrenbeeld Ram. Het hemelobject werd op 14 oktober 1784 ontdekt door de Duits-Britse astronoom William Herschel.

## HD 14108 en HD 14192
Vanaf de aarde gezien bevindt het stelsel NGC 871 zich, samen met NGC 870, schijnbaar net ten noordnoordwesten van de ster HD 14108. Iets minder dan een kwart graad ten oosten van HD 14108 is HD 14192 te vinden die de sterrenstelsels NGC 876 en NGC 877 als gezelschap heeft. Amateurastronomen kunnen HD 14108 en HD 14192 aanwenden als gidssterren om de vier sterrenstelsels op te sporen.

## Synoniemen
- PGC 8722
- UGC 1759
- MCG 2-6-53
- ZWG 438.46
- IRAS02144+1419